# Meritxell Mateu i Pi
Meritxell Mateu i Pi, nascuda el 19 de gener de 1966, és una política andorrana, que ha estat ministra d'Afers Exteriors, d'Habitatge, Ensenyament Superior i Recerca i Consellera General del Principat d'Andorra.
És llicenciada en Història per la Universitat Paul Valéry de Montpeller i en Relacions Internacional per l'Institut Lliure d'Estudi de les Relacions Internacionals de París.
Va ser membre de l'Assemblea Parlamentària del Consell d'Europa des de 2011 fins al 2016. El 2016 es va donar a conèixer la relació laboral remunerada que havia tingut amb la BPA els anys 2012 i 2013 a través d'una societat panamenya i va presentar la renúncia a la seva acta de consellera general.

## Càrrecs
- 2011 -Presidenta Consellera General
- 2007-2009 Ministra d'Afers Exteriors.
- 2005-2007: Ministra d'Habitatge, Ensenyament Superior i Recerca.
- 2001: Ambaixadora d'Andorra a Eslovènia.
- 1999-2004: Ambaixadora d'Andorra a Alemanya.
- 1999: Ambaixadora d'Andora a Dinamarca.
- 1998: Ambaixadora d'Andorra als Països Baixos.
- 1997: Ambaixadora d'Andorra a la Unió Europea, a Bèlgica i a Luxemburg.
- 1995-1999: Ambaixadora d'Andorra a França.
- 1995-1999: Representant permanent d'Andorra al Consell d'Europa.
- 1995-1999: Delegada permanent d'Andorra a la UNESCO.